# Titanfall
Titanfall är ett actionmultiplayer-spel utvecklat av Respawn Entertainment och som gavs ut av Electronic Arts under mars-april 2014 till Microsoft Windows, Xbox 360 och Xbox One. Spelet är debuttiteln från Respawn Entertainment, vars anställda  tidigare låg bakom actionspelserien Call of Duty. I spelet styr spelarna, utöver sina egna fotsoldater kallade Pilots, även mecha-liknande stridsrobotar kallade Titans, där 12 spelare uppdelade i två lag strider mot varandra i krigshärjade rymdkolonier. Som Pilot har spelaren tillgång till ordinära militära vapen, så som kulsprutor, hagelgevär och krypskyttegevär. Piloterna bär även med sig granater, anti-Titan-vapen och diverse specialegenskaper, bland annat en jetpack som kan användas för dubbelhopp och parkour. Titanerna kan också utrustas med olika primära och sekundära vapen och specialutrustning.   